# Synagoge (Lommersum)

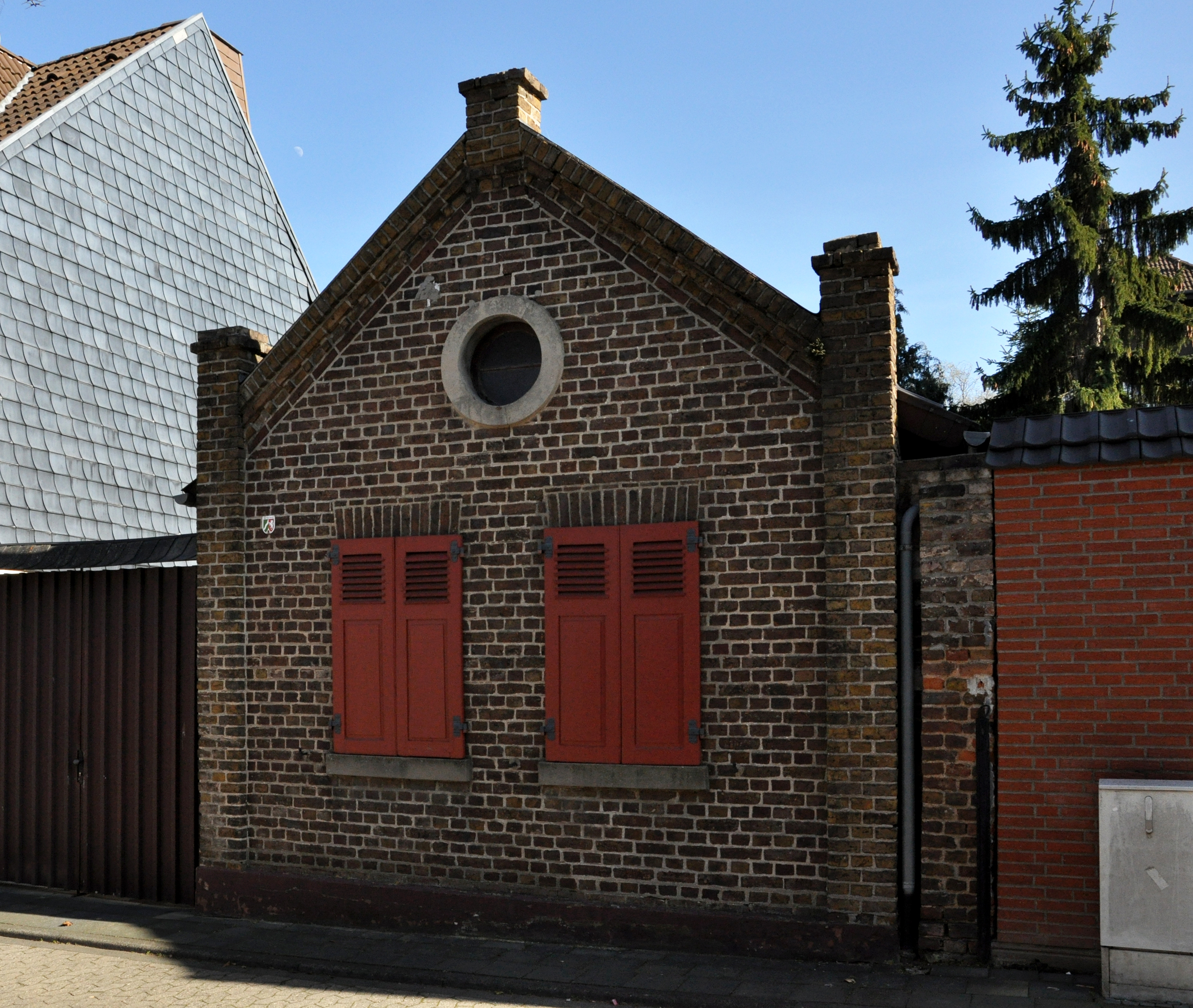
Synagoge in Lommersum

Die ehemalige Synagoge in Lommersum, einem Ortsteil der Gemeinde Weilerswist im Kreis Euskirchen in Nordrhein-Westfalen, wurde 1904 errichtet und befindet sich in der Zunftgasse 9. Das Gebäude steht unter Denkmalschutz.

## Geschichte
Die schlichte Synagoge wurde 1904 errichtet und bereits in den 1920er Jahren verkauft, da die jüdische Gemeinde Lommersum zu klein geworden war, um den notwendigen Minjan für den Gottesdienst zu erreichen.
Das Gebäude beherbergte lediglich einen Betraum und wohl keine Frauenempore. Nachdem die Synagoge verkauft worden war, richtete der neue Besitzer eine Schusterwerkstatt ein. In den letzten Jahren wurde das Gebäude als Lagerraum benutzt und inzwischen von den neuen Besitzern renoviert.

## Architektur
Die Synagoge ist ein giebelständiger eingeschossiger Backsteinbau auf rechteckigem Grundriss. Das Satteldach ist mit Tonpfannen eingedeckt. Die Eingangstür befindet sich in der Mitte der linken Traufseite. Die Fassade zur Straßenseite weist zwei rechteckige Fenster mit waagerechtem Sturz und Sandsteinsohlbank auf. Im Giebeldreieck ist ein Okulus mit Sandsteingewänden vorhanden. Eckpilaster ragen über die Traufhöhe hinaus. Ein Mittelpfeiler bekrönt den Giebel. Unter dem Giebel ist ein mehrfach profiliertes Traufgesims vorhanden. 